# Karl Dönitz
Karl Dönitz (prononcé, en allemand, [ˈdøː.nɪts] ), né le 16 septembre 1891 à Grünau et mort le 24 décembre 1980 à Aumühle (Schleswig-Holstein ; Allemagne de l'Ouest), est un militaire de carrière, officier de marine et homme d'État allemand, qu'Adolf Hitler désigna par testament comme son successeur à la tête du Troisième Reich.
Karl Dönitz est élevé au grade de Großadmiral (en français : grand-amiral ; le plus haut grade de la marine de guerre) dans l'Allemagne nazie en 1943, bien qu'il n'ait adhéré au parti national-socialiste qu'en 1944. Il est le commandant en chef des sous-marins (Befehlshaber der Unterseeboote) de la Kriegsmarine pendant la première partie de la Seconde Guerre mondiale. Sous son commandement, la flotte des U-Boote participe à la bataille de l'Atlantique, en essayant notamment de priver le Royaume-Uni des approvisionnements indispensables venant des États-Unis et d'ailleurs. Début 1943, il succède au grand-amiral Erich Raeder à la tête de la Kriegsmarine. Il devient enfin pendant vingt-trois jours président du Reich dans le gouvernement de Flensbourg, après le suicide d'Adolf Hitler et conformément au testament politique du Führer.
Après la guerre, il est condamné lors du procès de Nuremberg pour crimes de guerre et est emprisonné dix ans pour sa participation à la guerre sous-marine illimitée menée par l'Allemagne. Libéré en 1956, après avoir purgé la totalité de sa peine, il mène ensuite une fin de vie paisible, et meurt en 1980 de causes naturelles, à l'âge de 89 ans.

## Biographie

### Enfance
Karl Dönitz est le fils cadet d'un ingénieur spécialisé dans l'optique, Emil Dönitz et de sa femme Anna, née Beyer. Il perd sa mère le 6 mars 1895, à l'âge de trois ans. Son père élève seul ses deux fils, Dietrich et Karl, car il ne se remarie pas.
Il commence sa scolarité à Halensee, puis la poursuit à Iéna, suivant la mutation de son père en tant que directeur pour l'entreprise Zeiss, puis dans un lycée classique à Weimar, où sa famille déménage lorsqu'il a quinze ans. Il y passe son Abitur (diplôme de fin d'études secondaires) en 1910.

### Entrée dans la Marine
Il est admis le 1er avril 1910 dans la Marine impériale allemande qui s'ouvre, contrairement à l'armée de terre dont l'encadrement est majoritairement assuré par des Junkers, aux fils de la classe moyenne qui veulent devenir officiers. Il commence sa formation sur le SMS Hertha. C'est ici qu'il rencontre le lieutenant de vaisseau Wilfried von Loewenfeld qui l'aidera plus tard dans sa carrière. Il est ensuite aspirant à l'école navale de Flensbourg et navigue sur le petit croiseur SMS Breslau d’octobre 1912 à l'automne 1913. Il y devient officier de transmissions. Le SMS Breslau rallie en novembre 1912 la division de la Méditerranée pour défendre les intérêts des Empires centraux lors de l'insurrection albanaise et participe au blocus de Scutari avec la marine britannique. Continuant son service sur le SMS Breslau, il s'y trouve lors de l'assassinat de l'archiduc François-Ferdinand à Sarajevo. Dönitz fait partie de la jeunesse allemande marquée par la Weltpolitik et les plans de Tirpitz, et a un rapport particulier au Royaume-Uni, qu'il voit comme un rival, tout en l'admirant.

### Première Guerre mondiale

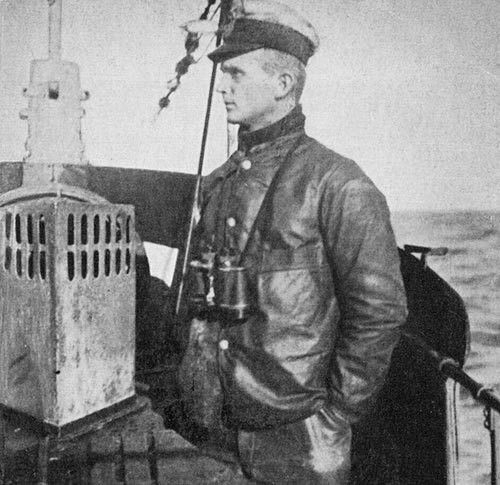
Oberleutnant zur See Karl Dönitz, officier de quart sur le U-39, vers 1917.

Jeune officier de la Kaiserliche Marine pendant la Première Guerre mondiale, il sert sur le croiseur SMS Breslau en mer Méditerranée, puis dans les Dardanelles et en mer Noire. Dönitz est l'un des officiers du Korvettenkapitän von Klitzing (de), puis du capitaine de corvette Wolfram von Knorr qui le choisit comme adjoint, remarquant ses compétences.
À partir d'octobre 1916, il rentre en Allemagne, où il est affecté à la nouvelle arme sous-marine. Il passe quelques mois à bord du U-39, au sein duquel il effectue cinq patrouilles entre janvier et décembre 1917. Il prend ensuite le commandement du UC-25, avec lequel il effectue deux patrouilles entre mars et septembre 1918 et coule quatre navires.
Le 5 septembre 1918, il est nommé commandant du UB-68, qu'il est contraint de saborder le 4 octobre 1918. Fait prisonnier, il est emmené en détention à Malte, où il reste prisonnier de guerre chez les Britanniques jusqu'à sa libération en juillet 1919. Il retourne en Allemagne vers 1920.

### Un stratège visionnaire de l'entre-deux-guerres
Avant le second conflit mondial, Karl Dönitz publia un livre Die U-Boot Waffe (l'arme sous-marine), dans lequel il insista pour convertir la flotte de surface presque entièrement en une grande flotte de sous-marins.
Il défendit la stratégie d'attaquer uniquement la marine marchande, moins dangereuse que les grandes flottes cuirassées de l'Empire britannique. Il mit en avant que la destruction de la flotte de pétroliers priverait la Royal Navy de son carburant pour approvisionner ses navires, ce qui serait finalement aussi efficace que de les couler. Durant la montée au pouvoir d'Adolf Hitler, il se montra d'abord méfiant, comme une grande partie de la marine, très influencée par les Junkers et attachée à l'Empire allemand. Il fut assez vite conquis par l'éloquence de celui-ci, qu'il voyait comme l'homme qui pourrait restaurer la grandeur de l'Allemagne, et devint un contributeur notable de la politique militaire du führer.

## Seconde Guerre mondiale
Au début de la Seconde Guerre mondiale, quand le Royaume-Uni se trouva seul face à l'Axe, Dönitz calcula que s'il coulait 500 000 tonnes de navires marchands britanniques, le Royaume-Uni ne pourrait tenir bien longtemps sachant qu'il ne pouvait fabriquer que 1 500 000 tonnes de navires par an[réf. nécessaire] et que Roosevelt avait déjà fourni à Churchill plus de 50 destroyers jugés démodés par le Congrès. Les destroyers étaient bien les adversaires des sous-marins que craignait l'amiral, car ils se moderniseraient vite et limiteraient progressivement l'efficacité des U-Boote.

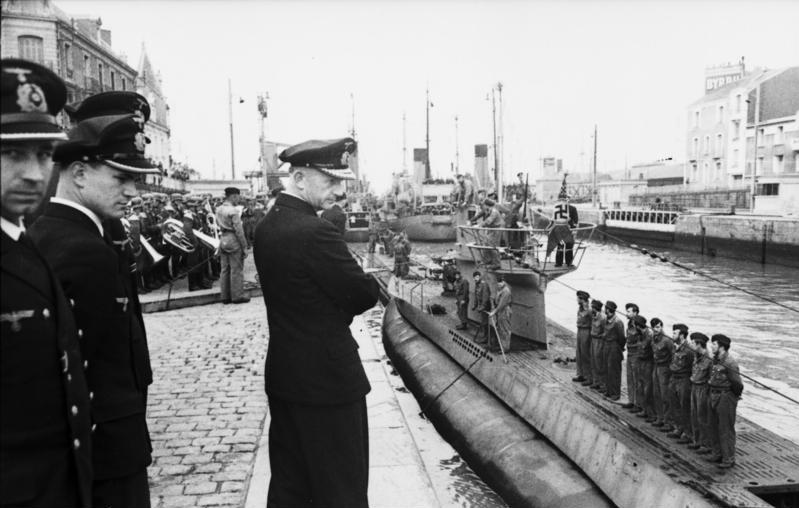
Karl Dönitz à Saint-Nazaire en juin 1941, à l'arrivée du U-94 de retour de mission.

Malgré l'entrée en guerre des États-Unis, les sous-marins commandés par Dönitz continuèrent de détruire une bonne partie des convois de l'Atlantique car ceux-ci étaient mal protégés. Plusieurs U-Boote patrouillaient même près de la Côte Est des États-Unis et firent des ravages, en Floride, un liberty ship coula devant des milliers de baigneurs près d'une plage[réf. nécessaire]. Il affirma qu'avec une flotte de 300 des nouveaux U-Boote type VII, l'Allemagne mettrait le Royaume-Uni « sur la touche. »
Afin de neutraliser et d'accabler les vaisseaux d'escorte, destroyers de plus en plus redoutables soutenus par l'aviation embarquée des porte-avions, il imagina une nouvelle tactique, l'attaque groupée en meute ou Rudeltaktik (en anglais Wolfpack).
À l'époque beaucoup pensaient, en Allemagne, que cette stratégie était une marque de faiblesse, y compris son supérieur hiérarchique, le Großadmiral Erich Raeder. Les deux s'opposèrent constamment pour les priorités budgétaires. Raeder avait pourtant une attitude assez pessimiste ; il ne croyait pas, par exemple, que les cuirassés, navires de prestige, étaient vraiment utiles vu leur faible nombre comparativement avec la flotte britannique. Il aurait notamment déclaré que tout ce que les cuirassés pouvaient faire était de mourir vaillamment. Dönitz n'avait pas un tel fatalisme, car il pensait que l'attaque des convois de munitions et de pétrole en route vers Mourmansk au large de l'Île aux Ours et le cap Nord serait une occasion à saisir pour les grands navires de surface basés dans les fjords de Norvège.
L'intervention de l'aviation équipée de radars dans la lutte anti-sous-marine (ASM), couplée à la généralisation des moyens marins de détection, fera bientôt une hécatombe d'U-Boote.

### Commandant en chef, marine de guerre allemande, 1943 à 1945
Le 30 janvier 1943, Dönitz remplace Raeder comme Oberbefehlshaber der Kriegsmarine, commandant en chef de la Kriegsmarine, et à la tête de l'Oberkommando der Marine, le haut commandement de la marine allemande ; il est alors promu Großadmiral.
Transformant la marine en bastion nazi, il est sensible au bien être des marins qu'il a sous ses ordres.
En mai 1943, la guerre de l'Atlantique prit un tournant défavorable, les Allemands accumulant les pertes de sous-marins et d'équipages. Dönitz continuait invariablement à pousser à la construction d' U-Boote et à la poursuite des améliorations techniques. À la fin de la guerre, la flotte allemande de sous-marins était de loin la plus avancée du monde et le type Unterseeboot type XXI servit de modèle pour les sous-marins soviétiques, américains ou espagnols d'après-guerre. Il tente ainsi de faire de la marine une armée animée par la volonté de vaincre les ennemis du Reich, ou, à défaut, de se battre jusqu'à la dernière extrémité.
Il reçoit l'insigne en or du parti, le 30 janvier 1944. Puis il adhère formellement au parti nazi le 1er février 1944, en tant que membre numéro 9 664 999.
Peu de temps avant l'attentat du 20 juillet 1944, ses pouvoirs sur la Marine se renforcent, car il est responsable pour cette dernière de la mobilisation idéologique, à l'ordre du jour durant le début de l'été 1944 : il parvient ainsi à éviter que les compétences de Himmler dans ce domaine ne s'étendent à la marine de guerre.
Au cours de l'été 1944, puis lors de la fermeture de la poche de Courlande, il défend l'intérêt de maintenir la présence militaire du Reich dans les pays baltes pour des raisons économiques : à cette date, la poche non seulement joue un rôle dans la sécurisation des voies de communications maritimes au départ des pays riverains de la Baltique, vitaux pour l'économie du Reich (fer suédois, nickel finlandais, huile de schiste estonien), mais est aussi pensée comme une base d'entraînement pour des nouveaux sous-marins destinés à renverser le cours de la guerre. Ainsi, le ravitaillement des poches allemandes le long des côtes de la mer Baltique (en Courlande et dans le Reich, à partir de la mi-janvier 1945) constitue sa principale priorité : le 22 janvier, Hitler lui donne même son accord pour évacuer les civils par la mer uniquement si cela ne gène pas les unités combattantes ; de plus, au cours de cette rencontre, Hitler et lui s'accordent pour affecter les réserves de charbon en priorité aux opérations militaires.
Nazi tardif, mais radical selon certains, opposant au communisme, partisan jusqu'au-boutiste de la guerre contre l'Union soviétique, admiré pour cela par Bormann (qui fait suivre ses rapports de situation aux Gauleiter), soutien fidèle de Hitler (malgré ses affirmations d'après-guerre), il joue un rôle dans la répression du complot du 20 juillet, en prononçant un discours de soutien au régime le soir du jour de l'attentat. Au cours des premiers mois de l'année 1945, il justifie sa volonté de poursuivre le conflit par un net antibolchevisme, fortement teinté de racisme anti-slave et par une anglophobie prononcée. Ce jusqu'au-boutisme s'exprime jusque dans les dernières semaines du conflit, dans le courant du mois d’avril 1945 : le 7 avril, dans un ordre du jour aux unités placées sous ses ordres, il rappelle la nécessité de la résistance à outrance, le 12 avril, il rejoint Hitler dans son obsession de la lutte contre l'ennemi bolchevique (il promeut à un poste d'autorité lors de son retour, un soldat prisonnier, coupable d'avoir assassiné des prisonniers communistes en Australie). Lors de l'une des premières réunions avec des Gauleiters du Nord du Reich, le 25 avril, à la question de l'opportunité de déposer les armes, dans l'intérêt du peuple, il rappelle les prérogatives de Hitler dans ce domaine, tout en manifestant sa volonté de se conformer aux ordres de celui-ci .
Le 15 avril 1945, il reçoit délégation de pouvoirs de Hitler pour assumer la responsabilité de la défense allemande dans le Nord du Reich, si ce dernier venait à être coupé en deux, hypothèse plus que vraisemblable à cette date.

### Successeur désigné par Hitler

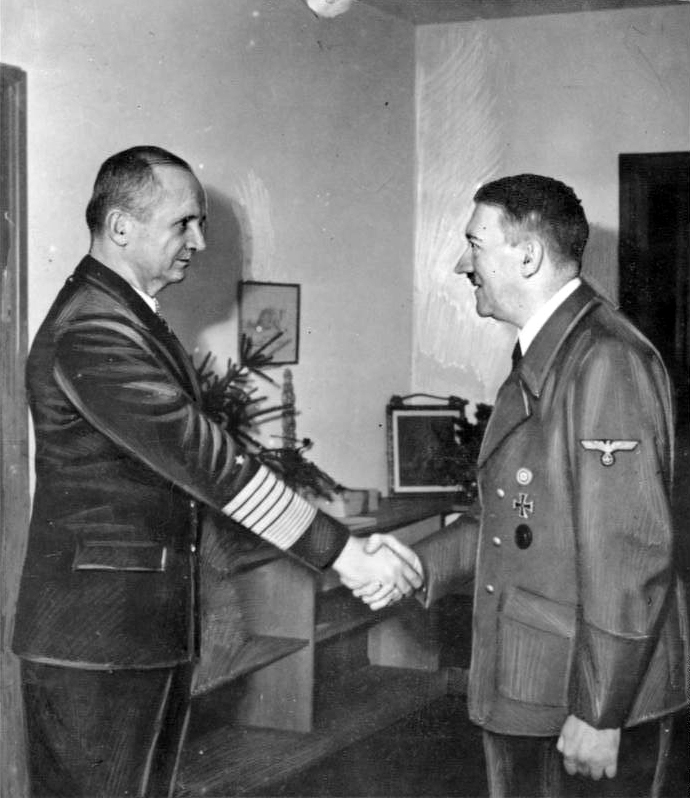
Dönitz saluant Hitler dans son bunker, en 1945.

Fin avril, replié à Plön, Dönitz prend de nombreuses dispositions pour permettre au Reich de continuer de se battre le plus longtemps possible, voyant arriver à lui, dans les derniers jours précédant l'encerclement de Berlin, les services de l'OKW, et certains ministres du Reich. Ce point de ralliement devient l'un des centres de pouvoir au sein d'un Reich alors en pleine implosion, avec de multiples centres ayant hérité de parcelles du pouvoir centralisé.
Dans son testament final du 29 avril 1945, Hitler choisit Dönitz, fidèle soutien y compris dans la dernière semaine du conflit comme son successeur au poste de président du Reich montrant à quel point il était devenu suspicieux à l'encontre de Göring et Himmler. Informé par Bormann le 30 avril en fin d'après-midi que Hitler l'avait désigné par testament pour lui succéder, juste avant de se suicider vers 15 h 30 (alors qu'il venait de lui adresser, dans la matinée, un message de soutien; Bormann lui confirme que le testament de Hitler entre en vigueur), Dönitz forme alors un gouvernement provisoire connu sous le nom de gouvernement de Flensbourg, dirigé par Goebbels (jusqu'au 1er mai), puis par Schwerin von Krosigk (jusqu'au 23 mai).

### Président du Reich
Dönitz — seule solution de rechange aux yeux de Hitler après les trahisons et les démonstrations d'incapacité de Himmler et Göring, apprécié par le Führer, ayant fait preuve d'une fidélité à toute épreuve, même dans la défaite — est donc nommé président du Reich par le testament du 29 avril 1945.
En accord avec son serment de fidélité, il s'était opposé à toute sortie du conflit contre l'avis de Hitler mais une fois celui-ci disparu, il estime disposer de l'autorité pour négocier avec les puissances occidentales, comme en dispose sa proclamation du 1er mai. Sa politique consiste à ralentir au maximum l'avance soviétique et à se rapprocher des alliés occidentaux pour tenter d'entrevoir les redditions que ces derniers pourraient accepter.
À peine nommé, il met en place son propre cabinet, constitué le 5 mai : dans ce dernier, certains responsables désignés par Hitler sont écartés, tandis que des SS de haut-rang, ainsi que Keitel et Jodl, marquent par leur présence la continuité avec le passé.
Dönitz consacre son énergie à la reddition des troupes allemandes aux Alliés occidentaux plutôt qu'aux Soviétiques. En premier lieu, pour que les prisonniers allemands soient traités selon les conventions internationales, et non en Union soviétique, qui n'appliquait pas ces conventions. Peut-être espère-t-il déjà donner à l'armée allemande une place importante dans le futur affrontement qu'il entrevoit entre l'Occident et l'URSS. Ainsi, le 2 mai, il définit sa politique : diriger tous les moyens défensifs disponibles vers l'Est mais négocier la paix à l'Ouest pour permettre à un maximum d'Allemands de se trouver dans les zones contrôlées par les Alliés occidentaux.

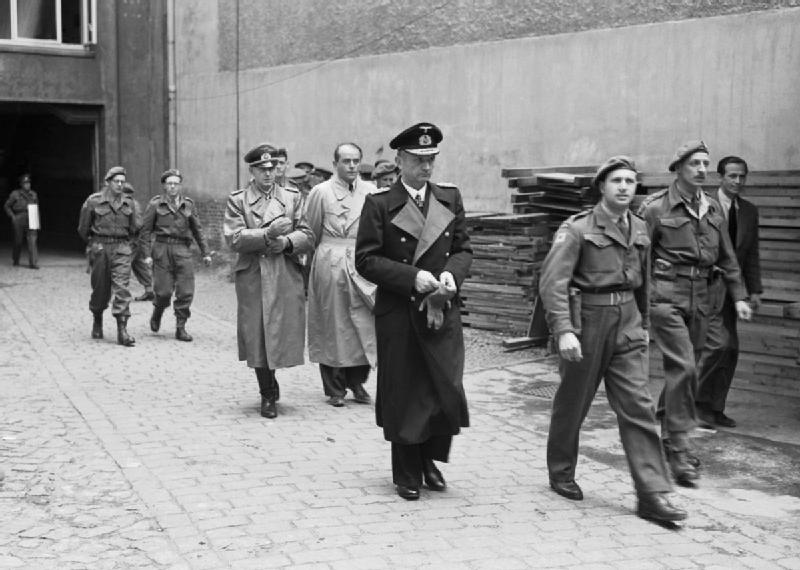
Le 23 mai 1945, Dönitz, surveillé par des soldats britanniques, est en état d’arrestation ; il est suivi des ministres du gouvernement de Flensbourg, Alfred Jodl (en uniforme à gauche) et Albert Speer (en civil derrière Dönitz), également arrêtés.

En accord avec ses projets de négociation de paix séparée, le 4 mai, il ordonne aux sous-marins de cesser la guerre sous-marine et de se constituer prisonniers des Alliés. Il approuve aussi les redditions partielles de l'armée de Walther Wenck, de celle de Theodor Busse, du groupe d'armées G et des troupes allemandes d'Italie.
Début mai, pendant les huit jours précédant la capitulation, Dönitz emploie la marine à évacuer le maximum de réfugiés allemands fuyant l'avancée de l'Armée rouge qui se livre ouvertement à des massacres, des viols collectifs et à l'épuration ethnique des populations allemandes, officiellement en représailles à ce que les Soviétiques ont subi sous l'occupation allemande. Ainsi le paquebot Wilhelm Gustloff est torpillé par les Soviétiques : sur 8 000 passagers, on ne dénombre que 996 rescapés ; 4 000 enfants et adolescents étaient à bord. Pour Dönitz, il s'agit de faire en sorte que le maximum de soldats soient ramenés vers l'Ouest, afin qu'ils tombent entre les mains des Anglo-Américains plutôt que des Soviétiques. Cette tactique ne laisse à l'Armée rouge que le tiers du total des prisonniers allemands, alors que le front de l'Est mobilisait depuis 1941 la majorité des forces terrestres du Reich. Les opérations effectuées entre le 4 et le 7 mai concrétisent sa volonté de négocier le passage derrière les lignes américaines du maximum d'unités et de soldats allemands : la date d'effet de la capitulation de Reims, le 9 mai à 0 h 1 (heure de Londres), est fixée avec l'accord de Dönitz qui tente aussi d'organiser le transfert vers l'Ouest des forces stationnées en Tchécoslovaquie, alors que l'insurrection de Prague et de la rapidité de l'avance soviétique en Bohême désorganisent les lignes de retraite.
D'un autre côté, dans le même temps, sous l'autorité de Dönitz les militaires allemands qui désertent à titre individuel sont encore condamnés à mort pour trahison (Kriegsverrat) par les tribunaux militaires de la Reichskriegsgericht (RKG), et les commandos de la Marine participent aux exécutions, tandis que les SS, pour leur part, exécutent sans jugement des civils défaillants.
Le 5 mai, Dönitz fait capituler les armées de l'Ouest à Lüneburg devant les forces du field marshal Montgomery. Mais allant à l'encontre de ses espoirs de paix séparée, les Alliés n'en continuent pas moins d'exiger une capitulation globale et inconditionnelle. À contrecœur, Dönitz envoie le général Alfred Jodl signer celle-ci à Reims le 7 mai, acte confirmé le lendemain à Berlin par le chef du Haut commandement de la Wehrmacht, le Generalfeldmarschall Wilhelm Keitel.
S'il finit par révoquer officiellement Himmler (qui s'efforçait de négocier la reddition en son nom propre) le 5 mai, il ne dissout ni les SS ni le NSDAP. Les portraits de Hitler restent accrochés aux murs du gouvernement de Flensburg jusqu'à sa dissolution le 23 mai, et le salut nazi reste en vigueur sauf dans l'armée, où il est abandonné dès le 3 mai, malgré les consignes de certains commandants, par exemple Georg Lindemann, commandant les unités stationnées en Norvège. Quelques jours après la capitulation, pour sauver l'existence du gouvernement de Flensburg, Dönitz publie un communiqué exprimant son horreur des camps de concentration, mais rejette les fautes du régime hitlérien sur les seuls SS, et exonère les forces militaires traditionnelles de toute complicité. En réalité, ces dernières s'étaient rendues également coupables de nombreux crimes tout au long de la guerre.
Le 23 mai, Dönitz est finalement arrêté en même temps que ses ministres Alfred Jodl et Albert Speer. La dissolution de son gouvernement met un point final à l'existence du IIIe Reich. L'Allemagne est alors placée sous le régime de l'occupation militaire avec à sa tête un Conseil de contrôle allié qui assure l'administration du territoire et prend le contrôle des forces de l'ordre.

## Procès

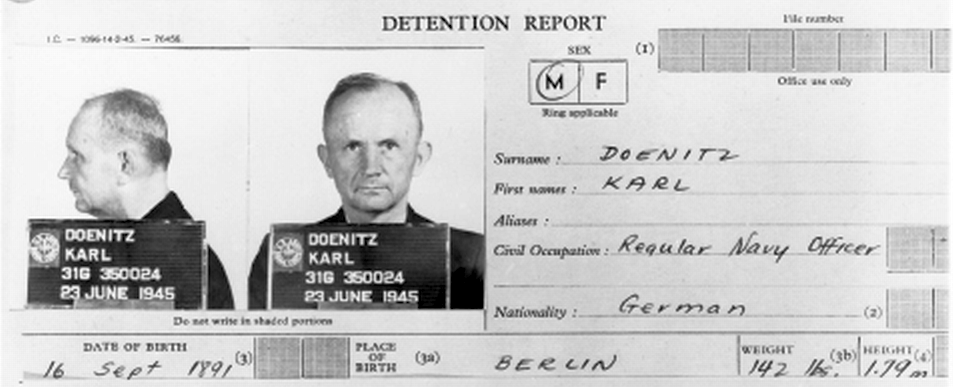
Fiche d'écrou (détention) de Karl Dönitz après son arrestation par les Américains.

Le grand-amiral Karl Dönitz cite le protocole de Londres du 12 septembre 1944. Il précise pour sa défense :

« À la fin de la guerre, j'ordonnais à la Kriegsmarine de ne détruire aucun journal d'opérations ni aucun autre document. Je justifiais mon ordre par l'affirmation que nous nous étions battus correctement, que nous avions, par conséquent, bonne conscience et rien à cacher. Ces instructions furent suivies […] »

— Dönitz 1969, 1er alinéa, p. 1)
Au tribunal de Nuremberg, Dönitz confia sa défense au juge maritime allemand Otto Kranzbühler (en).

### Chefs d'accusation

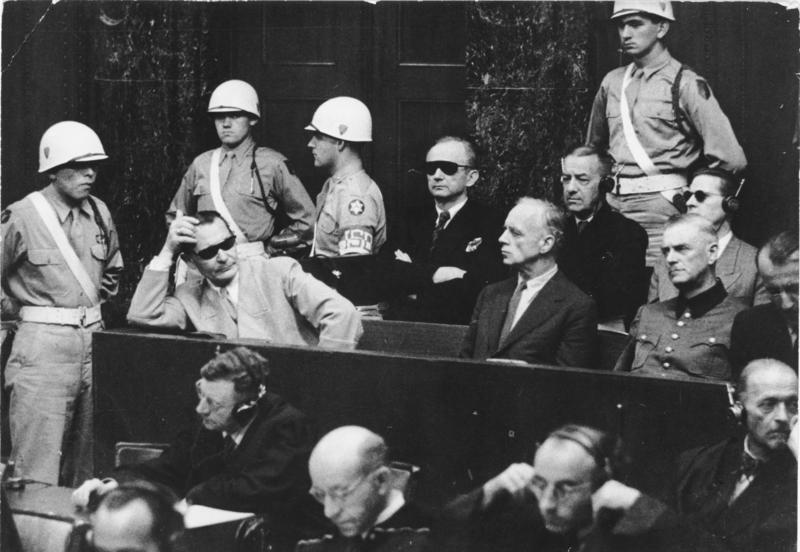
Procès de Nuremberg, Dönitz portant des lunettes noires est au dernier rang, entre des soldats américains (à gauche) et Raeder (à droite).

En vertu de ce protocole, ont été définis, selon lui :
« les chefs d'accusation suivants :
1. Conjuration contre la paix ;
2. Crimes contre la paix ;
3. Crimes contre les lois de la guerre ;
4. Crimes contre l'humanité[37]. »

Dönitz ne fut inculpé que des chefs d'accusation suivants :
1. « chapitre 1 : conjuration contre la paix ;
2. chapitre 2 : crimes contre la paix et
3. chapitre 3 : crimes contre les lois de la guerre[37]. »

Le chef de crimes contre l'humanité (point 4) ne fut pas retenu contre lui et il fut acquitté du crime de conjuration contre la paix.
La charge principale était l'ordre qu'il avait donné de ne pas secourir les naufragés des navires coulés par la Kriegsmarine. Ceci est une suite du torpillage du RMS Laconia en 1941. Dönitz signale dans ses mémoires qu'après le torpillage, le sous-marin vainqueur avait commencé à repêcher l'équipage du Laconia, en arborant un drapeau de la Croix-Rouge ; mais, sur ordre de Churchill, des avions anglais en profitèrent pour l'attaquer sans souci des civils — en réalité, l'attaque fut menée par un bombardier américain sous commandement local. Le sous-marin fut alors obligé de plonger.
Dönitz fut aussi accusé d'avoir attaqué d'innocents navires de commerce. Son défenseur montra que dès le début du conflit, les cargos anglais étaient militarisés et il ne fut plus inquiété sur ce point.

« L’amiral Karl Dönitz se retrouve avec vingt autres responsables nazis dans le box des accusés devant le tribunal militaire international de Nuremberg, et est accusé de guerre totale sous-marine, contraire aux lois de la guerre. Il sera reproché à Dönitz qu’une fois l’opération de sauvetage terminée il avait donné l’ordre Triton Null précisant qu’aucune tentative ne devait être faite pour sauver les passagers des navires coulés. »

— RMS Laconia (9 juin 1941)
Pour sa défense, Dönitz produisit notamment une lettre officielle de l'admiral américain Chester Nimitz qui affirmait que les États-Unis avaient employé les mêmes méthodes de guerre sous-marine lors de la campagne sous-marine alliée dans le Pacifique et en particulier lorsque la sécurité des sous-marins était en cause.

### Verdict
Le tribunal le jugea coupable de « crimes contre la paix » et de crimes de guerre pour lesquels il fut condamné et fit dix ans à la prison de Spandau. Son temps de détention préventive (un an et quatre mois) ne fut pas décompté. Il reprochera aux autorités de l'Allemagne fédérale de n'avoir rien fait pour lui obtenir une libération anticipée.
Ses mémoires, intitulés Dix ans et vingt jours, furent publiés en Allemagne en 1958. Il fit tous ses efforts pour répondre aux questions que ses collègues lui posaient au fil des années.

## Mort
Karl Dönitz meurt d'infarctus le 24 décembre 1980, à Aumühle, village proche de Hambourg où repose Bismarck. Lors de ses obsèques, le 6 janvier 1981, environ 5 000 personnes sont présentes. Les militaires de la Bundeswehr sont autorisés à assister à la cérémonie pourvu qu'ils ne portent pas leur uniforme ; de nombreuses associations sont présentes : des anciens marins de la Seconde Guerre mondiale, des réfugiés qui avaient été évacués de l'Est de l'Allemagne à partir des ports polonais dans les derniers jours de la guerre — il y en eut en tout près de deux millions et demi, venant notamment de Prusse-Orientale ; à ces obsèques, une personnalité est également très remarquée, l'ancien as de la Luftwaffe et le militaire allemand le plus décoré de la Seconde Guerre mondiale, Hans-Ulrich Rudel.

## La position de l'Allemagne fédérale dans l'après-guerre
En 1954, les accords de Paris ratifient l'entrée de l'Allemagne fédérale dans l'OTAN, et par conséquent autorisent son réarmement. À la création de la Bundesmarine, en janvier 1956, par Theodor Blank, ministre de la Défense de la toute nouvelle Bundeswehr, le capitaine de vaisseau Karl-Adolf Zenker (en) prononça un discours qui inscrivait résolument la Marine militaire allemande dans le cadre d'une tradition remontant à 1848, et qui incluait donc la Kriegsmarine du Troisième Reich. Il présenta explicitement comme un martyr le grand amiral Dönitz, alors en prison à Spandau. Ce discours déclencha une vive polémique dans les médias et fut finalement formellement désapprouvé par le ministre de la Défense le 18 avril 1956.
Le 25 novembre 1958, le gouvernement fédéral fit paraître une note dans le Bulletin d'information : « Les anciens grands-amiraux Dönitz et Raeder ne sont pas des exemples pour la Marine allemande » car « ils ont approuvé avec insistance la politique antisémite du régime national-socialiste », balayant ainsi tout espoir de Dönitz d'être rappelé pour tenir un rôle dans la Bundesmarine.
La position officielle de l'Allemagne fédérale quant au grand-amiral et président du Reich Dönitz n'était cependant pas sans déclencher des passions, comme en témoigne la vive émotion suscitée par la décision de refuser les honneurs militaires à ses obsèques.

## Vues idéologiques
À partir de sa nomination en janvier 1943 comme commandant en chef de la Kriegsmarine, fonction qui comporte une dimension politique, il place son action au service de l'État nazi, lequel est inséparable de son idéologie.

Il déclare le 20 juillet 1944 : 

« Je préférerais manger de la terre plutôt que de voir mes petits-enfants élevés dans l'esprit et la souillure juifs et être empoisonnés [...]. Il faut en conséquence exiger du corps des officiers qu'il se tienne sans repos derrière cet État [...]. »

De même, toujours en 1944, il énonce : 

« Tout soldat doit accomplir sans restriction la mission pour laquelle il est désigné. Notre vocation et notre destin sont de combattre fanatiquement. Cette obligation impose à chacun de nous le devoir de se ranger fanatiquement derrière l'État national-socialiste. »

Son action d'évacuation d'Allemands, notamment de mi-janvier à mai 1945, permet à plus de deux millions d'Allemands d'échapper à l'occupation par l'Union soviétique. Ces actes lui assurent une certaine popularité,,.
Le témoignage du journaliste Guido Knopp, dans son documentaire sur Dönitz (1996), deuxième épisode de la série consacrée aux Complices de Hitler (Grancher, 1999), brosse de l'amiral un portrait sensiblement éloigné de celui de l'honnête soldat apolitique que ce dernier se complaisait à tracer de lui-même après la guerre.
L'historien François-Emmanuel Brézet souligne son antisémitisme affiché, son action politique auprès de la marine, ainsi que sa fascination pour Hitler. De même que l'historien Peter Padfield.
Göring a confirmé au cours du procès que, d'amiral compétent, Dönitz était progressivement devenu un nazi de cœur, bien qu'adhérant tardivement au NSDAP ; et que, sans cette adhésion idéologique de fait, jamais il n'aurait gardé son poste ni n'aurait pu être désigné comme le successeur de Hitler[réf. nécessaire].

## Famille et descendance
C'est une famille de marins, d'officiers de marine, qui constitue la descendance de l'amiral Karl Dönitz et de son épouse, Ingeborg (1894-1962). Ils ont trois enfants : deux garçons et une fille.
Les deux fils sont morts en service :
- le cadet, Peter, né le 20 mars 1922, enseigne de vaisseau de première classe est mort dans le naufrage du U-954[e], survenu pendant la bataille de l'Atlantique le 19 mai 1943 alors qu'il était officier de quart ;
- l'aîné, Klaus, né le 14 mai 1920, enseigne de vaisseau de première classe, est mort sans doute noyé le 13 mai 1944 dans l'affrontement de la vedette lance-torpilles S-141 et du torpilleur La Combattante des FNFL au large de l'île de Wight[52] ; accidenté en moto, dispensé de service armé, il se trouvait invité par un ami à participer à cette patrouille maritime fatale.

Son gendre Günter Hessler (en), marié depuis 1937 à sa fille Ursula (1917-1990), ancien capitaine de frégate, est un efficace commandant de sous-marin jusqu'en novembre 1941 : en trois patrouilles, Hessler obtient des records en tonnage coulé et se classe parmi les meilleurs commandants de sous-marins allemands de cette guerre. Affecté à l'état-major des sous-marins, Hessler survit à la guerre : détenu durant une année, il témoigne au procès de Nuremberg en défendant la conduite de la guerre sous-marine, ainsi que l'action de son beau-père. Il a eu trois enfants. Il est l'auteur d'une Histoire de la guerre sous-marine, commandée par la marine britannique.

## Résumé de sa carrière militaire
Entre parenthèses, sont mentionnés les grades équivalents en France, dans la Marine.
| Grade                | Équivalence                                                                   | Date de promotion  |
| -------------------- | ----------------------------------------------------------------------------- | ------------------ |
| Fähnrich zur See     | (aspirant)                                                                    | 15 avril 1911      |
| Leutnant zur See     | (enseigne de vaisseau de 2e classe)                                           | 27 septembre 1913  |
| Oberleutnant zur See | (enseigne de vaisseau de 1re classe)                                          | 22 mars 1916       |
| Kapitänleutnant      | (lieutenant de vaisseau)                                                      | 1er janvier 1921   |
| Korvettenkapitän     | (capitaine de corvette)                                                       | 1er novembre 1928  |
| Fregattenkapitän     | (capitaine de frégate)                                                        | 1er octobre 1933   |
| Kapitän zur See      | (capitaine de vaisseau)                                                       | 1er octobre 1935   |
| Kommodore            | (grade inexistant en France)                                                  | 28 janvier 1939    |
| Konteradmiral        | (contre-amiral)                                                               | 1er octobre 1939   |
| Vizeadmiral          | (vice-amiral)                                                                 | 1er septembre 1940 |
| Admiral              | (vice-amiral d'escadre)                                                       | 14 mars 1942       |
| Großadmiral          | (grade inexistant en France, à rapprocher du grade vacant d'amiral de France) | 30 janvier 1943    |

## Distinctions
- Croix de fer 2e classe en 1914
- Croix de fer 1re classe en 1916
- Croix de fer d'honneur en 1939
- Croix de chevalier de la croix de fer en 1940
- Croix de chevalier de la croix de fer avec feuilles de chêne en 1943
- Bâton de grand-amiral en 1943
- Insigne en or du parti nazi en 1944

## Publications
- Dix ans et vingt jours, Paris, Plon, 1959
- 1969 : Karl Dönitz. Ma vie mouvementée, R. Julliard.

### Article
- « Mon procès à Nuremberg : témoignage d'un condamné », Histoire pour tous, no 115,‎ novembre 1969, p. 2-12 .

## Dans les arts et la culture

### Filmographie

#### Au cinéma
- 1941 : U-Boote westwärts ! réalisé par Günther Rittau : lui-même.
- 1958 : U 47 – Kapitänleutnant Prien réalisé par Harald Reinl : joué par Richard Häussler.
- 2011 : Le Naufrage du Laconia réalisé par Uwe Janson : joué par Thomas Kretschmann.

#### À la télévision

##### Documentaire
- 1976 : L'Empreinte de la justice de Marcel Ophüls : lui-même.

##### Séries
- 2000 : Nuremberg : joué par Raymond Cloutier.
- 2005 : Speer et Hitler, l'Architecte du Diable : joué par Peter Rühring.
- 2006 : That Mitchell and Webb Look : joué par David Mitchell.

### Littérature

#### Bande dessinée
- Il joue un rôle semi mineur dans Block 109 de Vincent Brugeas.
- Il apparait dans la série U-47 de Mark Jennison Mark et Gerardo Balsa.